# Manoutchehr Khosrowdad
 (octobre 2018).
Manouychehr Khosrowdad (Amol, juin 1927 - Téhéran, 16 février 1979) est un général de corps d'armée (Sarlashkar) iranien

## Biographie
Il a étudié à l'Académie militaire de Saint-Cyr et a épousé une enseignante, avec qui il a eu un enfant.
Il est le fondateur et le commandant des forces spéciales 65e brigade des forces spéciales aéroportées NOHED.
Arrêté après la révolution iranienne, il est exécuté par le régime islamique en 1979.